# علاء الركابي
علاء الركابي (15 كانون الثاني 1974) هو سياسي وصيدلاني استشاري وناشط مدني مؤثر في تظاهرات تشرين العراقية عن محافظة ذي قار، فاز نائبا في الانتخابات التشريعية العراقية 2021 وهو الأمين العام السابق لحركة إمتداد، كان عمله الصيدلي السابق في مركز استعلامات السموم في دائرة صحة ذي قار.